# ヘイラン (アスタラ)

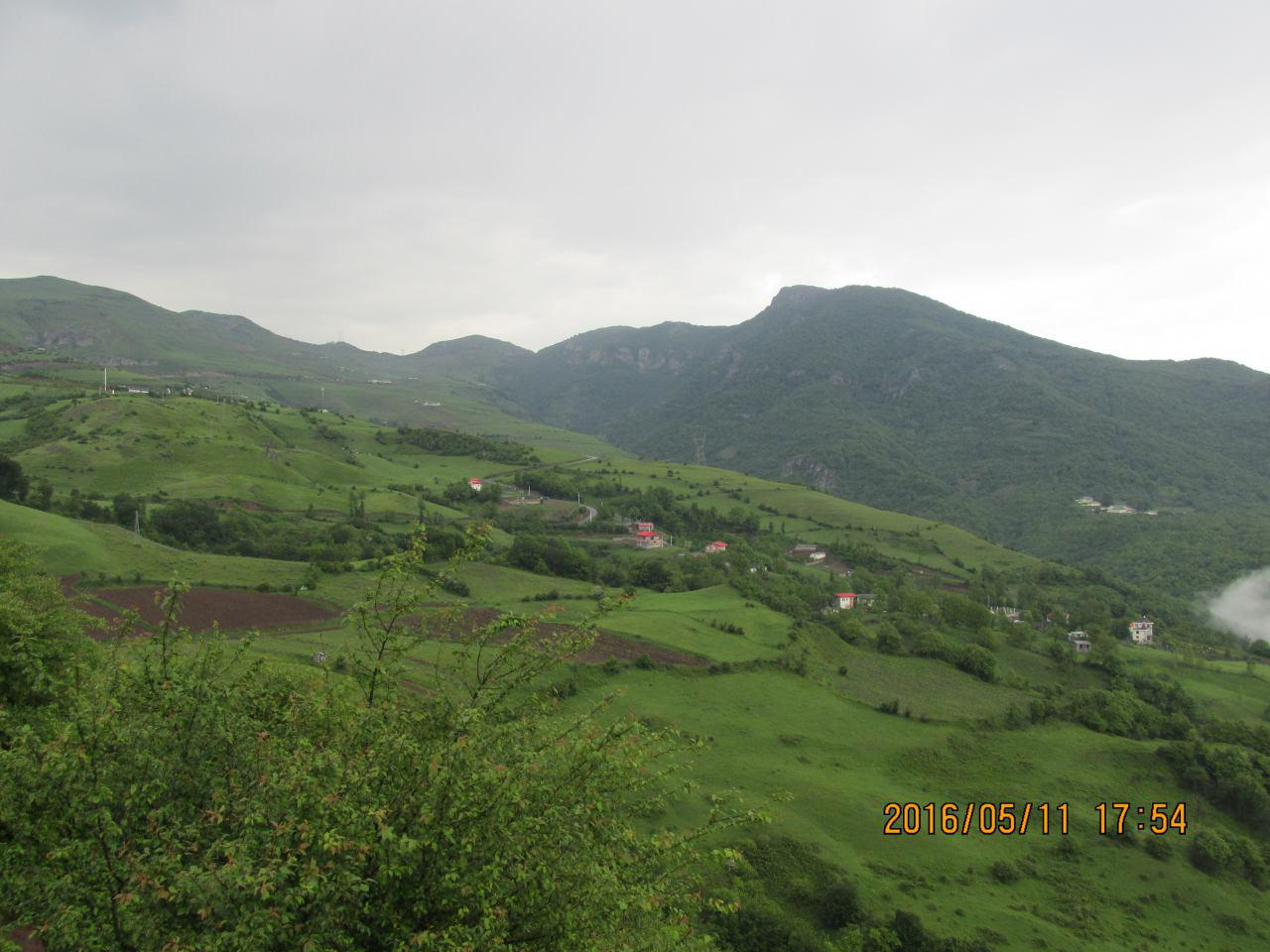
ヘイラン

ヘイラン (ペルシア語: روستای حیران آستارا) は、イラン北西部のギーラーン州アスタラ郡にある、アルボルズ山脈の西部に位置する3つの村の集まりを指す。

## 地理
次の3村により構成される。
- 上ヘイラン（英語版）
- 中ヘイラン（英語版）
- 下ヘイラン（英語版）

これらの村は、アスタラの北西30キロメートル、アルダビールへの道沿いにある.。
冬は寒く雪が多い。夏は冷涼である。

## 観光
ヘイランは、美しい景色とアクセスのしやすさから、イランで最も有名な観光地の一つになっている。
夏場の快適な微気候のため、近隣には多くの別荘が建てられている。幹線道路は週末になると混雑する。
村の山側にはヘイラン・ゴンドラ・リフトがあり、アルボルズ山脈の中でも高い標高に位置する。